# Blekinge Dagblad
Blekinge Dagblad var en sexdagarstidning utgiven i Karlshamn från 7 december 1935 till 17 februari 1940. Tidningens fullständiga titel var  Blekinge Dagblad / Daglig morgontidning för länet.

## Redaktion
Redaktionsort var hela tiden i Karlshamn. Tidningen hade två upplagor en i Karlshamn och en i Karlskrona. Tidningen var daglig med utgivning måndag till lördag på morgonen. Tidningens politiska tendens  var för Bondeförbundet.
| Period                 | Ansvarig utgivare              | Titel                  | Period                 | Redaktör          |
| 1935-11-14--1937-09-27 | Ekström, Anders Gustaf (Gösta) | redaktionssekreteraren | 1935-12-07--1937-09-30 | Ekström, Gösta    |
| 1937-09-28--1938-10-28 | Svensson, Carl Hugo            | direktören             | 1937-10-01--1938-05-25 | Björnsson, Erik   |
| 1938-10-29--1940-02-17 | Lindeberg, Hugo Eugen          | ombudsmannen           | 1938-05-26--1938-11-08 | ingen uppgift     |
| 1938-10-29--1940-02-17 | Lindeberg, Hugo Eugen          | ombudsmannen           | 1938-11-09--1939-05-01 | Malmström, Gunnar |
| 1938-10-29--1940-02-17 | Lindeberg, Hugo Eugen          | ombudsmannen           | 1939-05-03--1939-11-18 | Hagwall, Gunnar   |
| 1938-10-29--1940-02-17 | Lindeberg, Hugo Eugen          | ombudsmannen           | 1939-11-19--1940-02-17 | ingen uppgift     |

## Tryckning
Förlag hette Blekingebygdens tidningsförening u. p. a. i Karlshamn. Tidningens tryckeri  var Ragnar Lagerblads boktryckeri i Karlshamn hela utgivningstiden. Tryckeriutrustning var en stereotypirotationspress (König & Bauer) enligt tidningen 16 september 1936. Den kunde trycka i svart + en färg. Fram till dess trycktes tidningen bara i svart. Satsytan var 51 x 36 cm hela tiden med antikva som typsnitt på de 8 till 16 sidorna tidningen tryckte. Priset för tidning var 14 eller 15 kr för en prenumeration.